# Kathisma
Kathisma, též kafisma (z řeckého κάθισμα) je označení pro oddíl, sérii žalmů v rámci modlitebního žaltáře v tradici pravoslavné a řeckokatolické církve. 
Žaltář je tradičně rozdělen do dvaceti kathisem tak, aby všechny kathismy byly přibližně stejně dlouhé. Proto mají různé kathismy různý počet žalmů.
Na Ukrajině se v 17. století prosadilo přidání kajících troparů a modliteb po každé kathismě. Zpočátku šlo o různé modlitby (např. v Novgorodsko-siverském žaltáři z roku 1675, či v Kyjevském žaltáři z roku 1715), k jejich sjednocení podle jednotného vzoru došlo pak v roce 1720. 
Každá kathisma je rozdělena do tří stasis (řec. στασεις), neboli slav (toto druhé označení pochází ze slovanské terminologie).
Žaltář je dělen do kathisem následujícím způsobem:
|    | Žalmy     | 1. stasis          | 2. stasis            | 3. stasis             |
| 1  | Ž 1-8     | Ž 1–3              | Ž 4–6                | Ž 7–8                 |
| 2  | Ž 9-16    | Ž 9–10             | Ž 11–13              | Ž 14–16               |
| 3  | Ž 17-23   | Ž 17               | Ž 18–20              | Ž 21–23               |
| 4  | Ž 24-31   | Ž 24–26            | Ž 27–29              | Ž 30–31               |
| 5  | Ž 32-36   | Ž 32–33            | Ž 34–35              | Ž 36                  |
| 6  | Ž 37-45   | Ž 37–39            | Ž 40–42              | Ž 43–45               |
| 7  | Ž 46-54   | Ž 46–48            | Ž 49–50              | Ž 51–54               |
| 8  | Ž 55-63   | Ž 55–57            | Ž 58–60              | Ž 61–63               |
| 9  | Ž 64-69   | Ž 64–66            | Ž 67                 | Ž 68–69               |
| 10 | Ž 70-76   | Ž 70–71            | Ž 72–73              | Ž 74–76               |
| 11 | Ž 77-84   | Ž 77               | Ž 78–80              | Ž 81–84               |
| 12 | Ž 85-90   | Ž 85–87            | Ž 88                 | Ž 89–90               |
| 13 | Ž 91-100  | Ž 91–93            | Ž 94–96              | Ž 97–100              |
| 14 | Ž 101-104 | Ž 101–102          | Ž 103                | Ž 104                 |
| 15 | Ž 105-108 | Ž 105              | Ž 106                | Ž 107–108             |
| 16 | Ž 109-117 | Ž 109–111          | Ž 112–114            | Ž 115–117             |
| 17 | Ž 118     | Ž 118 - verše 1–72 | Ž 118 - verše 73–131 | Ž 118 - verše 132–176 |
| 18 | Ž 119-133 | Ž 119–123          | Ž 124–128            | Ž 129–133             |
| 19 | Ž 134-142 | Ž 134–136          | Ž 137–139            | Ž 140–142             |
| 20 | Ž 143-150 | Ž 143–144          | Ž 145–147            | Ž 148–150             |

## Kathismy v použití mimo chrám
Žaltář, rozdělený do kathisem, je široce používán při domácí modlitbě. Lze se jej modlit jako náhradu za bohoslužbu v chrámu, které se věřící nemohl z nějakého důvodu osobně účastnit, nebo samostatně jako součást osobního modlitebního pravidla konkrétního člověka. Pro tyto účely bývají kathismy doplněny zvláštními kajícnými tropary a dalšími modlitbami.
Koná-li se modlitba žaltáře za zesnulé (může se konat buď v chrámě, nebo přímo u lůžka zemřelého), bývají doplněny zvláštní další modlitby. Kathisma 17. je chápána zvláštním způsobem jako modlitba za zemřelé. Je používána zvláště ve dnech vzpomínek na zesnulé, zvláště v prvních 40 dnech po zesnutí.